# 维拉丹 (奥布省)
维拉丹（法語：Villadin）是法国奥布省的一个市镇，属于塞纳河畔诺让区（Nogent-sur-Seine）马尔西利勒艾埃县（Marcilly-le-Hayer）。该市镇2009年时的人口为112人。

## 人口
维拉丹人口变化图示
| 数据来源：INSEE |